# Альґімантас Бучис
Альґімантас Бучис (лит. Algimantas Anicetas Bučys; нар. 19 вересня 1939, Каунас, Литва) — поет, прозаїк, перекладач, теоретик літератури, історик і критик литовської літератури, доктор гуманітарних наук.

## Біографія
Народився 19 вересня 1939 в Каунасі (Литва). Мати-Софія Серж Бучене (лит. Sofija Serbentaitė Bučienė, 1900—1964) походила по материнській лінії від гілки давнього роду Раюнець в маєтку Упте (лит. Upytė). Батько Аніцетас Бучис (лит. Anicetas Bučys, 1904—1998) був родом з малих бояр Жемайті (англ. Samogitia), його батько не займався сільським господарством, ставши будівельником водних млинів і вітряків. Син уже в школі почав писати вірші, друкувався в довоєнній пресі Литви, служив в армії незалежної Литви (1918-1940), наприкінці війни опинився у вигнанні. Довгий час родина не мала новин про нього, і у всіх післявоєнних анкетах на питання про сімейний стан відповідала стандартою фразою про чоловіка і батька: «Зник під час війни». В роки правління Сталіна, розголошення навіть декількох фактів біографії батька було достатньою підставою, аби родина, яка залишилася в Литві була зарахована до «ворогів народу» і включена в списки засланців до Сибіру. До відновлення незалежності Литви в 1990 р. батько жив в еміграції, у Великій Британії, де видав в Лондоні литовською мовою п'єси і збірку віршів. В Литву повернувся перед смертю, похований у Вільнюсі на старому цвинтарі Расу. Дитинство і юність А. Бучіса відзначені не тільки драматичною долею сім'ї, але і реальністю післявоєнної Литви, коли життя було поділене на два недотичні світи: офіціозного обов'язкового виховання і сімейного потаємного буття.

## Роки навчання
У 1957 році, закінчивши середню школу, вступив до Вільнюського університету вивчати литовську мову і літературу. Після XX з'їзду (1956) комуністичної партії Радянського Союзу, де були засуджені репресії, помилки і культ Сталіна, в народі, особливо серед молоді, з'явилися ілюзії політичних і духовних свобод. На жаль, у Вільнюському університеті атмосфера була наскрізь пронизана ідеологією «боротьби з буржуазним націоналізмом». В кінці 1957 почалося переслідування викладачів кафедри литовської літератури, були вигнані «підозрілі» викладачі. Навіть найкращі професіонали стали читати свої лекції, замовчуючи «ідеологічно небажані» факти та теми, студенти змушені були слухати курси історії Комуністичної партії СРСР, атеїзму, наукового комунізму, здавати заліки та іспити з цих та інших лженаук. Після першого курсу, Бучіс став рідкісним гостем на лекціях, не ризикуючи втрачати стипендію або місце в гуртожитку, тому що корінним вільнюсцям не належало так вчиняти. На третьому році взагалі «кинув» університет пішов працювати міське будівництво (у Вільнюсі будував школу-інтернат для дітей-сиріт на 450 місць), почав учнем, досяг четвертого ступеня каменяра. Досвід на будівництві пізніше відобразився в романі «Ворог твоїх ворогів» (1982). Вимушений був повернутися до університету через призов до Радянської армії. Пройшовши іспити, повернувся восени на той же курс літуаністів.
Контроль партії на філфаці на час закінчення університету в 1962 році ще більш посиливсяя, в порівнянні з 1957 роком. Аби врятуватися від рутини, Бучіс від рутини, пішов за направленням ректорату до сільської школи навчати дітей відповідно до набутої дипломної спеціальності «філолог і викладач литовської мови та літератури».
Призначений учителем в восьмирічну школу Барткушкіс (літ. Bartkuškis), викладав з 1962 р. литовську мову і літературу, малювання, у свій час навіть математику (через брак вчителів). У той же час писав і друкував у республіканській пресі вірші і критичні статті про літературу, видав першу збірку віршів «Біля дзвінких каменів» (1963), в якому помітні мотиви робочих передмість і життя в селі.

## Літературна діяльність
Солідний «багаж» знань Бучиса з теорії літератури в 60-ті роки в Литві міг залишатися тільки в формі «замороженого капіталу». У той час литовські літературознавці, яке займалося радянським періодом, створювали академічні колективні праці про вплив Жовтневої революції та ідей Леніна на розвиток литовської літератури XX століття, в літературній критиці найбільш виділялися статті критичного імпресіонізму (В.Кубілюс) і школа вимогливої естетичної та моральної оцінки сучасної літератури (А.Залаторюс). Бучіс відмовився від запрошення працювати в Інституті литовської літератури, хоча інститут свого часу платив аспірантську стипендію, і фактично уникнув в роки існування Радянського Союзу служби в наукових установах з їх плановими тематичними завданнями, так само як не зробив жодної посадової політичної кар'єри.
Творча робота на дому (1968-1998) час від часу переривалася службою в редакціях різних літературних видань Спілки письменників Литви. Багато в чому рутинна робота літературного критика і оглядача поточних літературних процесів, в яких зазвичай переважає «ідеологічно правильна» посередність, нерідко саму літературну критику зводила до провінційного рівня. Якщо не сам критик, то завтрашній день неминуче покриє попелом забуття рутинні писання злободенних белетристів і літературних критиківі, що їх обслуговують. У буквальному сенсі в попіл перетворив свої книги літературних статей сам Бучіс. На превеликий подив багатьох колег, через роки, він розповів в інтерв'ю, як в січні 1991 року, коли біля будівлі парламенту Литви в нічних багаттях люди палили радянські партквитки, згоріли і його критичні книжки. Аргументи були професійні і моральні: в радянській Литві всі литовські історики, літературознавці і критики, чиї роботи в той час друкувалися, добре знали основні табу, які не можна було порушувати. Ніхто не згадував: що Литва була змушена сталінським урядом Москви впустити в 1939 р. війська Червоної армії на територію незалежної довоєнної Литви; що повоєнний народний опір Литви було придушено радянськими каральними загонами лише на початку 50-х років; що в культурному житті республіки панувала державна цензура; що навіть найбільш сміливі литовські письменники користувалися так званою езопівською мовою, а найпоступливіші нахабно брехали, спотворюючи історію і складаючи вірші по кремлівських нотах. «Ті, хто цього не робив, сиділи в концтаборах або просто не могли надрукувати жодної своєї книги… Що там окремі люди! Численні інститути з величезними штатами гуманітарних фахівців десятиліттями пристосовувалися під кремлівські директиви, постійно фальсифікували історію Литви і її культури, літератури, впроваджуючи брехню на всю систему освіти від початкових класів до випускників вищих шкіл. Але хіба хтось нині зізнався публічно в цьому? Або хоча б вибачився за брехню протягом десятиліть».
Крім робіт з літературної критики Бучіс до набуття Литвою державної незалежності (1990 р.) видав чотири книги віршів і два романи. У бесіді з письменником Р. Ванагасом заявив, що збирається повторно видати в незалежній Литві свої вірші і романи, і «в них не потрібно міняти ні слова».

## Наукові ідеї
Після двадцятирічного (від книги про Й.Авіжюсе 1990 року) «книжкового мовчання в покаянні» Бучіс видав (починаючи з 2008 р.) три літературознавчих дослідження, в яких з'явилися нові методологічні та культурознавчі концепції.

### Порівняльне літературознавство за контрастом
Інтерес до порівняльного літературознавства визначився в роки аспірантури.
Разом з аспірантами різних етнічних груп Бучіс взяв участь в заняттях факультативної групи, у дискусіях якої виявлялися і обговорювалися етнічні особливості побуту та світосприйняття казахів, литовців, латишів, абхазів з метою осмислити національні особливості на глибинному рівні природи (тіла, житла, побуту), душі (національний характер) і духу (мова, логіка) в їх єдності. Інтерес до проблем національних літератур посилювався численними літературними знайомствами і зв'язками, особливо з письменниками Кавказу і Прибалтики, а також участю в письменницьких конференціях за кордоном. Поїздки та виступи в Польщі (1979, 1980), Югославії (1980; 1989 року на з'їзді Пен-клубу в Словенії), в Румунії (1981), в НДР (1983 у зв'язку зі складанням та передмовою до збірки литовських оповідань німецькою мовою), в США (1985 року для зустрічі з письменниками литовської еміграції), в Італії (1987 р.), в Західній Німеччині (1990 р. в складі делегації письменників разом з Ч.Айтматовим та ін.) віддобразилися в численних літературних статтях. У 1962-2014 роках опубліковано не тільки литовською мовою, а й англійською (4), німецькою (4), іспанською (6), польською (7), естонською (2), латиською (7), вірменською (3), болгарською (2), грузинською (1), французькою (2) і японською (1) мовами.
Багаторічні близькі знайомства з письменниками різних народів і творами різних національних літератур неминуче призвело до необхідності виробити нову теоретичну точку зору щодо вивчення самобутності національних літератур. Традиційна компаративістика зазвичай обмежувалася описом міжнародних письменницьких контактів, виявленням так званих історичних і особистих літературних зв'язків, пошуком літературних впливів, запозичень, схожих літературних рухів, течій, творчих напрямків і т. ін. Традиційна методологія, на жаль, найбільш виявляла «схожість» літературних явищ в різних національних літературах, що ніяк не сприяло виявленню самобутності окремої національної літератури, а також не розкривало її історичну неповторність і традиційну самобутність.
Структурне порівняння абсолютно різних за історичним досвідом літератур — вірменської, грузинської, литовської, латиської і естонської — призвело до методологічного висновку, що традиційні «літературні зв'язки»-всього лише зовнішня сторона «невидимих», внутрішніх типологічних взаємодій. Дослідження подібних ідеологічних впливів на різні національні літератури, скажімо, на літератури країн післявоєнного соцтабору, на Прибалтійську літературиу в 1945–1954 роках, болгарську та румунську післявоєнну прозу, продемонструвало кризу традиційного порівняльного аналізу за аналогією, так як в таких випадках нічого не виявляло окрім констатації одноманітності, виявлення одних і тих же модних жанрових і стилістичних стандартів у всіх порівнюваних національних літературах. В кінцевому підсумку Бучіс став висувати концепцію порівняльного літературознавства за контрастом, а не тільки за аналогією.
Нову концепцію розвивав в статтях про різні національні літератури, намагаючись довести, що в силу традиційного пошуку аналогій у світовій літературі часто залишаються непоміченими і недооціненими найяскравіші та найоригінальніші твори національних літератур, наприклад, литовський поет кінця XVIII століття Крістіонас Донелайтіс або талановитий хорватський письменник XX століття Мирослав Крлежа. Чимало подібних прикладів виявилося в літературних бесідах з письменниками та літературознавцями різних країн, з латиським літературознавцем Х.Хіршем (Harijs Hiršs — Даугава, 1979, № 11), з грузинським поетом, прозаїком, літературознавцем Тамазом Чіладзе («Література і мистецтво», 1987, 29 серпня), з польським поетом і літературним критиком Богданом Дроздовським (Bogdan Drozdovski — «Література і мистецтво», 1987, 13 січня), з грузинським літературознавців Гурамом Асатіані, з ініціативи якого в Грузії не один рік проходили літературознавчі семінари з грузинської літератури за участю грузинських, українських, литовських критиків і письменників. Теоретичні основи і можливості порівняльного літературознавства за контрастом Бучіс викладав в різних аспектах в спеціальних теоретичних статтях, досить широкий інтерес викликала стаття «Національна самобутність і світовий контекст», перекладена кількома мовами.

### Критика концепції
Спроби застосувати порівняльний аналіз за контрастом в монографії «Роман і сучасність» (1973) викликали скептичні відгуки окремих критиків. Йшлося про порівняльний аналіз однієї і тієї ж життєвої ситуації суїциду (вибір самогубства, як відповідь на яке зазнало втрат сенс існування) в абсолютно різних за своїм художнім строєм творах — у відомому романі Ф.Кафки «Процес» і романі литовського письменника Й.Авіжюса «Село на роздоріжжі». У Литві А.Залаторюс, літературний критик з тонким естетичним смаком, зазначив невиправдану штучність порівняльного аналізу настільки різних творів.

### «Центр» і «Периферія» в історичній праці
У 2008 р. видана книга «Варвари vice versa класики» (тобто — варвари навпаки класики) з підзаголовком «Центр і Периферія в стратегіях письменників», що визначає семантичну структуру дослідження. У книзі представлені не просто 33 нариси про литовських письменників різних епох, «перед нами, за словами оглядача, цілісне, з великим розмахом написане авторське дослідження, схоже на монографію, а ще більше — історію літератури одного народу». У литовській історії виділені три періоди державної незалежності, коли в Литві правили литовці незалежно від політики сусідніх держав, і тоді життя народу залежало від історичних литовських центрів влади в Кярнаве і Вільнюсі (1251-1386 р.р.), після того — в Каунасі (1918-1940) і знову у Вільнюсі (з 1990 до 2004 р.). У решті періодів історії Литовська держава більш-менш залежала від чужоземних геополітичних центрів влади, від різного роду договорів і уній з Польщею (1386-1795), від влади царської Російської імперії (1795-1918), від московської влади Радянського Союзу (1940-1990) або від державних органів Європейського Союзу (з 2004 року), а відповідно — від іноземних центрів влади в Кракові та Варшаві (1386-1795), в Санкт-Петербурзі (1795-1918), Москві (1940-1990), в Брюсселі і у Вашингтоні (після 2004).
У книзі проаналізовано різні геополітичні інтереси національних і іноземних центрів влади, відповідно — різні історичні виклики литовському народу. З іншого боку, автором розглянуті 33 індивідуальні творчі стратегії литовських письменників, які по-своєму протягом семи з половиною століть відповідали на виклики історії, вибираючи свою власну життєву стратегію індивідуальної поведінки, створюючи свій художній світ, осмислюючи долю батьківщини і свою візію людського призначення.

## Поліпарадигмічне дослідження культурних конфліктів
У 2009. р з'являється книга «Прадавня литовська література в епоху короля Міндовга», в якій аналіз найгостріших культурних конфліктів при зіткненні в Литві XIII століття корінного язичництва і християнства, яке поширювалосяся з сусідніх країн, заснований на раніше накопиченому досвіді аналізу постійних взаємодій «центру» і «периферії». Саме язичництво і християнство в книзі сприймаються і досліджуються як абсолютно самостійні історико-культурні парадигми, як дві цивілізації, як дві системи мислення і цінностей, кожна з яких самодостатня і повноцінна в загальнолюдському бутті. Підзаголовок книги «Поліпарадигмічне дослідження культурних конфліктів середньовіччя» вказує і предмет, і метод дослідження. Литва в XIII столітті перебувала в унікальній ситуації, коли перед народом і державою відкривалися три шляхи. Захід обіцяв латинське католицтво, Схід — грецьке православ'я, а століттями випробувана традиція — вітчизняне язичництво. Гострота конфлікту розколола навіть сім'ю короля Міндовга: старший син Вайшвілкас обрав грецьке православ'я, батько прийняв в 1253 році християнство за латинським католицьким звичаєм, однак в 1261 р. знову повернувся до язичництва. Долі литовської культури і літератури в XIII столітті опинилися, таким чином, в центрі багатьох культурних і релігійних конфліктів. На думку автора, їх аналіз безперспективний в межах якої-небудь однієї культурної чи релігійної парадигми, наприклад, католицької чи православної, чи язичницької. У кожному разі дослідження зайде в глухий кут, коли обрана нами парадигма (наприклад, католицька) дозволить нам лише заперечувати або применшувати значення будь-якої іншої парадигми (наприклад, православної або язичницької, яка втілює політеїзм).
Традиційний компаративізм, таким чином, знаходить новий напрямок поліпарадигмічного дослідження, не віддаючи переваги жодному з контрастно зіставлених явищ. Історія пізнього Середньовіччя в Литві сама продемонструвала високий рівень гуманістичної толерантності, коли навіть на споконвічно етнічній території Литви будувалися православні церкви, католицькі костели, мусульманські мечеті, юдейські синагоги, шанувалися язичницькі гаї до початку XV ст., Тобто — до першої унії з католицькою Польщею . В історії культури Литви, на жаль, до сих пір панує традиційний монопарадигмічний метод дослідження, що продовжує лінію польської історіографії XIX-XX століть.
Історія литовської літератури донедавна починалася кінцем XIV — початком XV ст. Бучіс відкрив для неї XIII ст., розшукавши і оприлюднивши у виданій в 2012 р «Історії та хрестоматії найдавнішої литовської літератури» 13 текстів старослов'янською і церковно-слов'янською мовами. Більшість з них — сакральні і ніколи не були представлені в контексті литовської культури, серед них — агіографічне житіє сина короля Міндовга, який заснував в середині XIII ст. один з найдавніших монастирів грецького обряду на березі Німану поблизу Новогродка, а також — сакральні тексти, присвячені забутим чи зовсім невідомим в сучасній Литві православним святим св. Харитині Литовській († 1281) і св. Довманту Тимофію(† 1299), який втік з Литви з першою в історії країни хвилею політичної еміграції після вбивства короля Міндовга (+1263 р). На думку автора, забуття перших християнських святих литовського походження криє в собі глибинні конфлікти середньовіччя, коли святі, визнані Східною Церквою, не визнавалися на Заході, і навпаки — християнські святі, канонізовані Західною Церквою, не визнавалися і не згадувалися у Візантійської імперії і православних слов'янських країнах — в Болгарії, Сербії, на Русі.

### Критика концепції
На думку відомого літературознавця В. Дауйотіте (літ. Viktorija Daujotytė-Pakerienė, народ. 1945), «тут з'являється дуже важлива інтрига в книзі А. Бучіса: конфлікти виникли і виникають через те, що світ від середньовіччя, та й раніше, не домовився і не домовляється в силу різних підходів, через прагнення до єдиної істини. Позиція автора дослідження, що перевірялася і обговорювалася, здається прийнятною: „Справжня сакральна основа за своєю природою не монопарадигмічна“; сакральна природа криється глибше, ніж сягає догмат монопарадигми (стор. 155). Але позиції сильних можновладців пригнічують інші позиції, інші парадигми. Не один літописний текст свідчить переконаність, що все те, що знаходиться за межею християнської віри, це світ єретиків (стор. 156). Позитивно говориться про працю Володимира Пашуто „Становлення Литовської держави“(1959); бо вона — науково-обґрунтована і дозволяє побачити, скільки неправди було написано про початок державності Литви. Автор нагадує і про працю Едварда Саїда „Орієнталізм“ (1978); можна очікувати праці, які, за словами А.Бучіса, послідовно і глибоко розкриють тривалу історію створення негативного образу язичництва Прибалтійських країн і древньої Литви» (стор. 147).
Там, де правильним вважається одна парадигма, там до її меж і звужують світ. Принципова установка А. Бучіса: людський світ (світи) поліпарадигматичні; такий він є сьогодні, таким він був у середньовіччі. Компаративістика, як гуманістична стратегія, зобов'язана вивчати не схожості, а відмінності, висхідні з того ж фундаменту".